# Hamborg (Wrestedt)
Hamborg  ist ein Ortsteil der Gemeinde Wrestedt in der Samtgemeinde Aue im niedersächsischen Landkreis Uelzen.

## Geografie und Verkehrsanbindung
Der Ort liegt südlich des Kernortes Wrestedt und südlich von Uelzen.
Südlich erheben sich die Wierener Berge, die eine Höhe von 136 Metern (Hoher Berg) erreichen. Südwestlich von Hamborg hat der Bornbach seine Quelle. Er fließt westlich durch das 283 ha große Naturschutzgebiet Bornbachtal.
Die Bundesstraße 4 verläuft gemeinsam mit der Bundesstraße 191 westlich,  der Elbe-Seitenkanal verläuft östlich.